# Преддвор (община)
Община Преддвор (словен. Občina Preddvor) — одна з общин в північно-західній  Словенії. Адміністративним центром є місто Преддвор. Більша частина працездатного населення муніципалітету займається в сфері послуг. Поселення відомі як літній курорт.

## Населення
У 2010 році в общині проживало 3499 осіб, 1703 чоловіків і 1796 жінок. Чисельність економічно активного населення (за місцем проживання), 1374 осіб. Середня щомісячна чиста заробітна плата одного працівника (EUR), 857,41 (в середньому по Словенії 966.62). Приблизно кожен другий житель у громаді має автомобіль (53 автомобілів на 100 жителів). Середній вік жителів склав 41,9 роки (в середньому по Словенії 41.6). 